# Bucculentidae
Famille
Les Bucculentidae forment une famille éteinte de crabes du Crétacé. Elle comprend trois espèces dans deux genres.

## Liste des genres
- † Bucculentum Schweitzer & Feldmann, 2009
- † Wilmingtonia Wright & Collins, 1972

## Référence
- (en) Schweitzer & Feldmann, 2009 : Revision of the Prosopinae sensu Glaessner, 1969 (Crustacea: Decapoda: Brachyura) including 4 new families and 4 new genera. Annalen des Naturhistorischen Museums in Wien, Serie A, vol. 110, p. 55–121.

## Sources
- (en) De Grave & al., 2009 : A Classification of Living and Fossil Genera of Decapod Crustaceans. Raffles Bulletin of Zoology Supplement, n. 21, p. 1-109.